# حساسیت فصلی

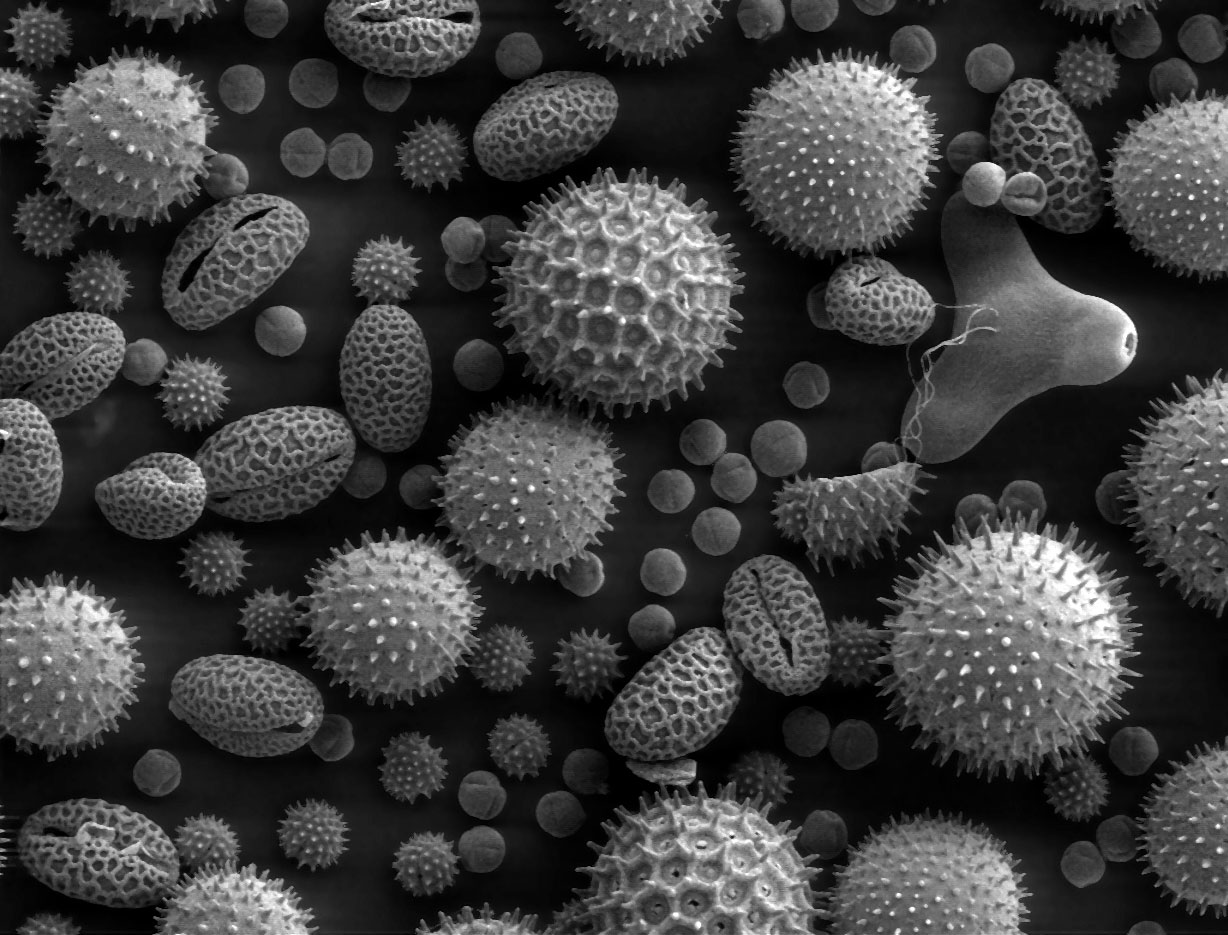
تصویرمیکروسکوپی از گردهٔ گیاهان

حساسیت فصلی یا آلرژی فصلی یا تب یونجه (به انگلیسی: hay fever)
یکی از حساسیت‌های شایع است که معمولاً در فصل‌های بهار، تابستان و پاییز، هنگامی که گیاهان گرده‌افشانی می‌کنند، بیشتر مشاهده می‌شود. این نوع استنشاق گردهٔ گیاهان یا ورود آن‌ها به چشم حاصل می‌شود. درختانی مانند بلوط، نارون و افرا در بهار و گیاهانی چون علف دوروا و لوئیچه چمنی در فصل تابستان گرده‌افشانی می‌کنند. این بیماری با آسم نیز همراهی دارد و در موارد بسیاری، افراد به هردوی این بیماری‌ها مبتلا اند.
شیوع حساسیت فصلی بین ماه‌های بهار تا شهریور به دلیل وجود گرده گیاهان در هوا بیشتر است. گرما، رطوبت و وزش باد از دیگر عوامل تشدیدکننده آن است.

## عوامل
عامل ژنتیک یکی از عمده‌ترین دلایل ابتلاء به این حساسیت است. به‌طوری‌که اگر پدر و مادری هر دو مبتلا به آلرژی باشند، به احتمال ۶۶ درصد، فرزندانشان به آلرژی فصلی گرفتار می‌شوند و اگر تنها یکی از والدین مبتلا باشد این احتمال به زیر ۶۰ درصد می‌رسد.
هنگامی که فرد مبتلا به آلرژی، در معرض عوامل حساسیت زایی چون گردهٔ گیاهان، گرد و خاک و غیره قرار می‌گیرد، بدن او نسبت به آن‌ها واکنش نشان می‌دهد و موجب می‌شود تا سلولی به نام ماستوسیت از خود هیستامین ترشح کنند. ترشح شدن هیستامین باعث به وجود آمدن نشانه‌هایی چون آبریزش بینی، سرفه، عطسه، خارش و غیره در بدن می‌شود. هرچه تماس فرد با عامل ایجاد حساسیت بیشتر باشد، بیشتر احتمال دارد که به آلرژی مبتلا شود.
کرمهای آنتی بیونیک، ناخن مصنوعی، خالکوبی، پشم و موی حیوانات و عروسکهای پولیش عواملی هستند که می‌توانند به بروز و تشدید نشانه‌های حساسیت کمک کنند.
به بیان دیگر حساسیت یا آلرژی فصلی در اثر واکنش طبیعی بدن به عواملی به وجود می‌آید که بی‌ضرر هستند ولی دستگاه ایمنی بدن به شدت نسبت به آن‌ها واکنش نشان می‌دهد.

## نشانه‌ها

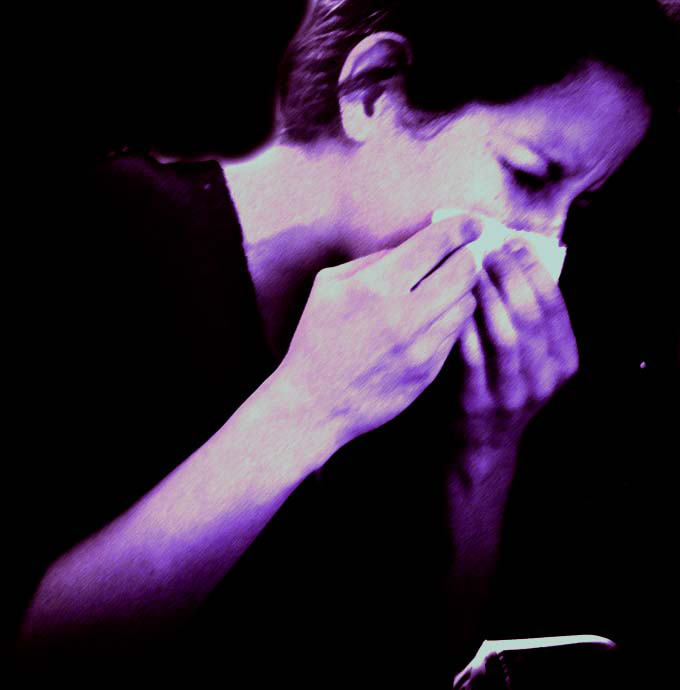
آبریزش بینی به دلیل حساسیت فصلی

نشانه‌های آلرژی به علف‌ها و گندمیان مانند التهاب مخاط بینی است.
عطسه، آبریزش بینی، خارش و اشک آمدن از چشم‌ها، احساس خارش در سقف دهان و پشت گلو از نشانه‌های این نوع حساسیت هستند. با توجه به فصل ممکن است علائم شدیدتری مانند سرفه، خس خس سینه، تنگی نفس و در برخی موارد افسردگی، کم اشتهایی و اختلال خواب نیز نمایان شوند. همچنین به علت گرفتگی سینوس‌ها، سردرد نیز می‌تواند از دیگر علائم این حساسیت باشد.
در فصل بهار، به دلیل وزیدن بادهای بهاری، گرده افشانی گل‌ها و شکوفه کردن درختان این نشانه‌ها بیشتر نمایان می‌شوند.
مصرف ادویه‌ها، خوراک‌هایی با بوی تند و مواد فرآوری شده یا سرخ کردنی نیز می‌توانند به تشدید نشانه‌های حساسیت فصلی کمک کنند.
نشانه‌های زیر مربوط به آلرژی هستند و می‌توانند آن را از سرماخوردگی متمایز کنند:
- بیمار تب نمی‌کند.
- ترشحات مخاطی رقیق و شفاف می‌باشند.
- بیمار پی در پی و سریع عطسه می‌کند.
- خارش گلو، بینی و گوش
- این نشانه‌ها معمولاً بیش از ۷ تا ۱۰ روز طول می‌کشند.

## تشخیص
با ارزیابی علائم و نشانه‌های بیمار و انجام معاینات فیزیکی، پزشکان می‌تواند تشخیص دهند که بیمار دارای حساسیت فصلی هست یا خیر. پس از تشخیص، پزشک قادر به شناسایی عامل اصلی آلرژیک می‌باشد و می‌تواند درمان را شروع کند. برای اینکار دو نوع آزمایش لازم است انجام شوند:آزمایش خون و آزمایش از طریق پوست
آزمایش پوستی به دو صورت انجام می‌شود: با چکاندن مقداری از عامل حساسیت زا (آلرژن) روی پوست بیمار و سوزن زدن به آن یا با تزریق مقداری آلرژن زیر پوست.
ابزارهای جایگزین دیگری نیز برای تشخیص آلرژی فصلی وجود دارند مانند: تست‌های آزمایشگاهی، تصویربرداری و آزمایش آندوسکوپی بینی. در تست‌های آزمایشگاهی، پزشک مقداری از مخاط بینی را زیر میکروسکوپ بررسی می‌کند. اگر فاکتورهای چون تعداد گلبول‌های سفید خون، افزایش یافته باشند نشان دهنده احتمال بروز آلرژی است.

## درمان
درمان حساسیت فصلی می‌تواند شامل، استفاده از گیاهان دارویی، داروهای بدون نیاز به نسخه، تجویز آنتی هیستامین، یا نئوتادین استفاده از داروهای ضد احتقان، ایمونوتراپی و طب مکمل و جایگرین باشد. مؤثرترین راه دوری جستن از عامل ایجاد حساسیت است.
در صورتی که نشانه‌ها مربوط به بینی (مانند عطسه و آبریزش) مشاهده شوند، معمولاً تجویز آنتی هیستامین‌ها، اولین انتخاب است. ممکن است سودوافدرین تجویز شود تا گرفتگی بینی را تسکین دهد و خارش و سرفه را متوقف کند یا بنادریل و کلماستین تجویز شوند. با این حال، استفاده از آنتی هیستامین‌ها ممکن است به خواب‌آلودگی شدید منجر شوند بنابراین هنگام تجویز، به مصرف‌کنندگان آن‌ها توصیه می‌شود تا از کار کردن با دستگاه‌های سنگین و رانندگی خودداری کنند. از عوارض دیگر استفاده از این داروها می‌توان به خواب آلودگی، تاری دید، یبوست، ادرار کردنِ سخت، گیجی و سرگیجه اشاره کرد.
شستشوی سینوس‌ها و مجاری بینی با محلول آب نمک و پرهیز از در معرضِ باد و گردوخاک قرارگرفتن، با کاهش نشانه‌های حساسیت فصلی تأثیر مستقیم دارند. نوشیدن مایعات فراوان به‌طور مداوم، باعث می‌شود که ترشحات تنفسی رقیق‌تر شوند و عامل حساسیت زا، اثر کمتری بر بدن بگذارد.
استفاده از کورتون نیز یکی دیگر ار روش‌های درمان است ولی به دلیل عوارض جانبی زیادی که این دارو دارد، در موارد حاد و شدید درصورتی که سایر روش‌ها جواب نداده‌اند و به عنوان آخرین انتخاب تجویز می‌شود.
مطالعات جدید دانشگاه وندربیلت آمریکا نشان می‌دهد که علایم آلرژی فصلی در بیمارانی که از غذاهای حاوی پروبیوتیک استفاده می‌کنند، بهبود یافته است و کیفیت زندگی بهتری دارند.
""در مصرف قرص‌های ضد آلرژی توجه داشته باشید که ممکن است خواب‌آور باشند و بهتر است در هنگام انجام کارهای پرخطر استفاده نشوند.""